# Abu Kawuk
Abu Kawuk (ar. أبو قاووق) – wieś w Syrii, w muhafazie Damaszek. W 2004 roku liczyła 645 mieszkańców.